# Giovanni Dossopatre
Giovanni Dossopatre (XI secolo – XI secolo) è stato un monaco cristiano bizantino, professore di retorica, attivo a Costantinopoli nell'XI secolo.

## Biografia
È stato a lungo confuso con un altro professore di retorica chiamato "Giovanni di Sicilia" (Johannes Siceliota), pensando che fosse la stessa persona sotto due nomi diversi, tanto più che uno di loro era più vicino a Nilo Dossopatre (monaco e archimandrita attivo in Sicilia nel XII secolo). In realtà si tratta di due autori differenti: Giovanni di Sicilia, che fece carriera a Costantinopoli nella prima metà dell'XI secolo di cui abbiamo commenti sui tre trattati di Ermogene di Tarso e Giovanni Dossopatre, che qualche decennio più tardi commentò gli stessi trattati, ma anche quelli di Aftonio, basandosi sul suo predecessore Giovanni di Sicilia; il lavoro del secondo è più abbondante e originale, è un teorico. Per quanto riguarda l'origine siciliana di Giovanni Dossopatre, non è affatto certa, dal momento che il nome era attestato anche in Grecia. Nei suoi testi conservati, si lamenta della sua povertà e dell'indifferenza del pubblico e dei potenti, non avendo per questo motivo, la possibilità di sviluppare la sua opera letteraria.
Perciò, rimangono delle sue opere una introduzione e una serie di saggi su Progymnasmata di Aftonio; un libro dal titolo Prolegomeni alla retorica, l'origine di questa disciplina; infine, gli ampi commenti sui tre trattati di Ermogene di Tarso (Sulla costituzione delle cause giudiziarie, Sulle forme stilistiche e Sull'invenzione). Egli cita per nome molti commentatori più antichi. In particolare, le dissertazioni sul trattato di Aftonio Sulla costituzione delle cause giudiziarie contengono estratti della Technè di Alessandro figlio di Numenio che hanno contribuito a migliorare la sintesi che possediamo di questo testo. Le opere di Giovanni Dossopatre sono state poi ampiamente utilizzate nelle scuole di retorica bizantine, e sono state parecchio copiate.
Nel trattato di commenti Sulle forme stilistiche, Dossopatre cita i titoli delle cinque declamazioni scolastiche che aveva composto, tra cui Confutazione del mito di Prometeo e Discorso contro i Saraceni. Sembra però, che questi testi siano andati persi.